# كيمور (فطر)
كيمور (الاسم العلمي: Kimuromyces)، جنس فطور من رتبة الشقرانيات وفصيلة اليوروبيكسيات.